# Suket
Suket fou un estat tributari protegit sota el govern del Panjab i autoritat del comissionat de la divisió de Jullundur. Estava al nord del riu Sutlej que el separava dels estats de les muntanyes Simla. La superfície era de 1.088 km² i tenia dues ciutats i 28 pobles. La població el 1901 era de 54.676 habitants dels quals 54.005 eren hindús. El 1931 tenia 58.408 habitants.

## Història
Suket fou part del territori de Mandi fins vers el 1330 quan una branca de la família reial originada vers el 800 es va fer independent en aquest territori. Això va comportar guerres entre Mandi i Suket. Al segle XVIII el principat va ser objecte dels atacs sikhs i al començament del segle XIX fou sotmès pel regne sikh de Lahore. El 1846, al final de la primera Guerra Sikh, els britànics van assolir el protectorat i el raja Ugar Sen va rebre plens poders; el 1862 se li va donar un sanad que li permetia l'adopció. Ugar Sen va morir el 1876 i el va succeir el seu fill Rudra Sain, nascut vers 1828, que fou deposat el 1878 a causa del seu mal govern i el va succeir el seu fill Arimardan Singh, que va morir el 1879, i després el seu germà Dusht Nikandan Sain, durant la minoria del qual l'administració va estar en mans d'un superintendent natiu assistit per un consell; el 1884 el raja va arribar a la majoria d'edat i va rebre els poders. Tenia salutació d'onze canonades. El seu exèrcit el 1900 era de 23 homes de cavalleria i 63 d'infanteria (el 1880 eren 40 cavallers i 365 infants).

## Bandera

Bandera de Suket

La bandera era rectangular partida horitzontalment, al damunt vermell i a sota verd.

## Llista de rages
- Arjun Sen 1540-1560 (35è sobirà)
- Udai Sen 1560-1590
- Dip Sen 1590-1620
- Shyam Sen 1620-1650
- Ram sen 1650-1663 (fill)
- Jit Sen 1663 - 1721 (fill)
- Garur Sen 1721 - 1748
- Bhikam Sen 1748 - 1762 (fill)
- Ranjit Sen 1762 - 1791 (fill)
- Bikram Sen II 1791 - 1838 (fill)
- Ugar Sen II 1838 - 1876 (fill)
- Rudra Sen 1876 - 1878 (fill, deposat)
- Arimardan Sen 1878 - 1879 (fill)
- Dasht Nikandan Sen 1879-1908 (germà)
- Bhim Sen 1908 - 1919 (fill)
- Lakshman Sen 1919 - 1948 (germà, + 1970)